# Донгхо
Донгхо (вьет. Đông Hồ, тьы-ном 東胡), полное название «народная раскрашенная ксилогравюра донгхо» (Tranh khắc gỗ dân gian Đông Hồ, чань хак го зан зян донг хо), — жанр вьетнамского изобразительного искусства, раскрашенные ксилогравюры, появившийся в деревне Донгхо (làng Đông Hồ), расположенной в провинции Бакнинь, в правление династии Ле.

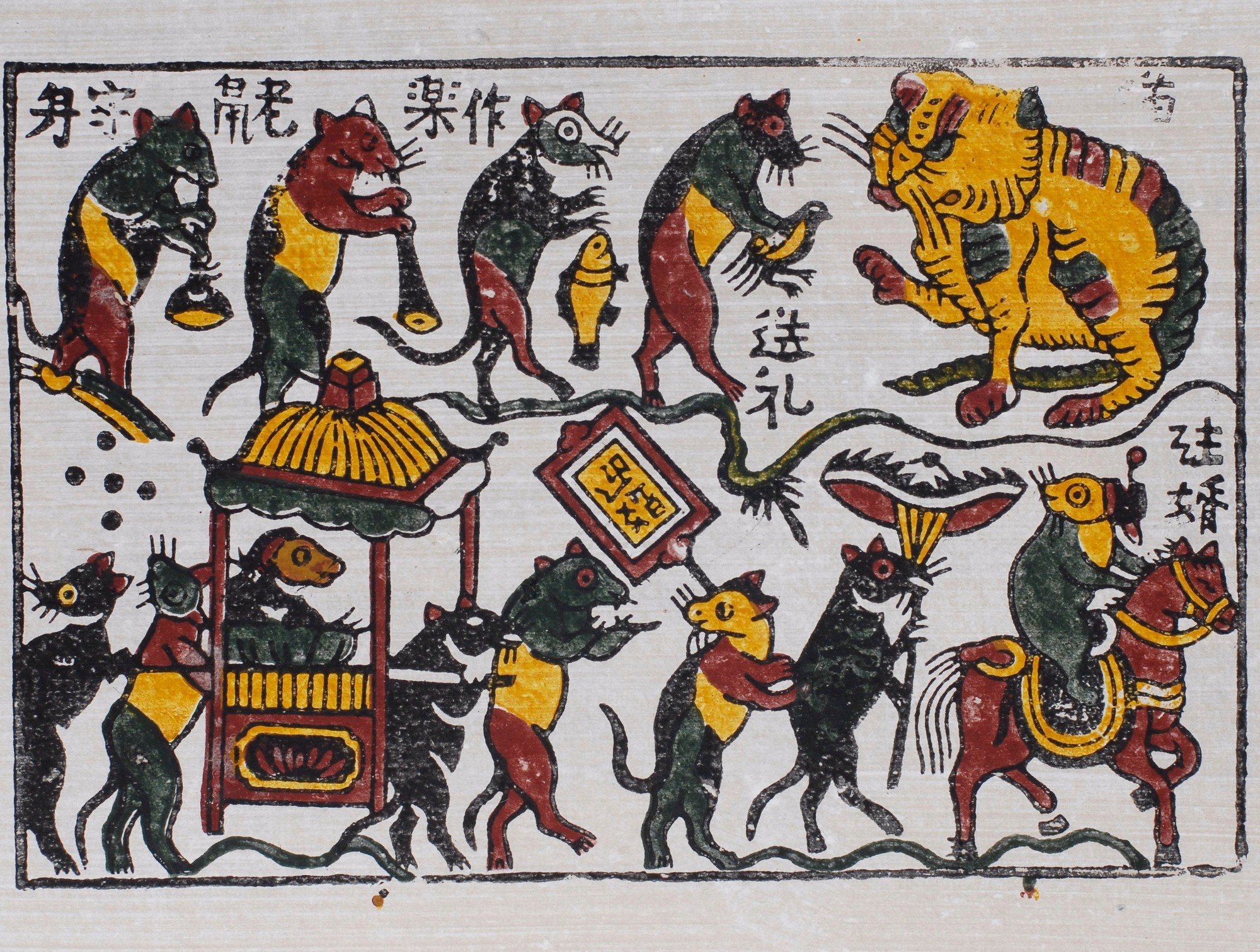
«Мышиная свадьба», популярный сюжет донгхо.

Донгхо изготавливают на особой поблёскивающей бумаге, содержащей клейкий рис и растёртые раковины морских гребешков (con điệp) и оттого называющейся зай дьеп (giấy điệp), и расписывают натуральными красителями. Обычные сюжеты донгхо — добрые пожелания, исторические личности, повседневные дела и фольклор. В прошлом донгхо были обязательным элементом празднования вьетнамского Нового года, но эта традиция постепенно исчезает из-за распространения фальшивых донгхо и популяризации празднования Нового года по западному обычаю. Донгхо являются культурным достоянием Вьетнама.

## Темы
Донгхо отражают традиционные человеческие желания (приход весны) и общественные взгляды. Элементы повседневной жизни включены в гравюры для выражения мыслей и надежд вьетнамцев. Ниже приведены характерные темы с пояснениями.
- Духи: 12 знаков китайского зодиака (Ngũ sự, нгу сы).
- Добрые пожелания: свинья с поросятами, курица с цыплятами, карп.
- Мифологические и исторические фигуры: Чьеу Тхи Чинь, Нгуен Хюэ, Тхань Зёнг[англ.] и другие.
- Аллегории и народные истории: Стенания истерзанной души, Сказка о дровосеке[вьет.], Жаба-учитель каллиграфии (Thầy đồ Cóc)[9], «Мышиная свадьба» (за которой смотрит кот).
- Повседневность: «Ревнивая жена», «Сбор кокосов», сцена борьбы, мальчик, сидящий на буйволе и играющий на флейте.

Виньхоа и Фукуи
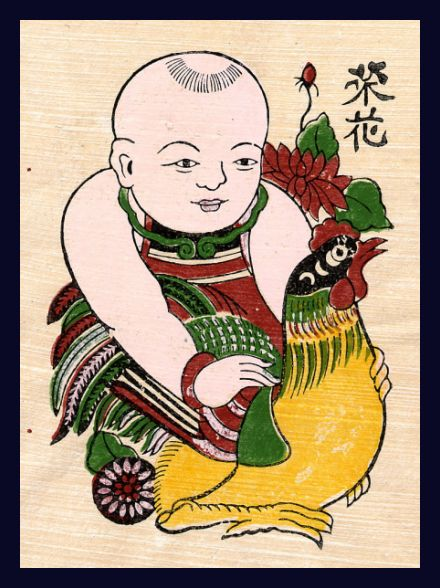
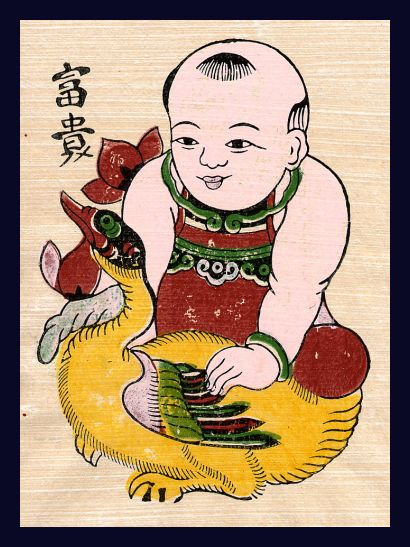

Так как донгхо в основном покупают и выставляют на Тет, их содержание часто оптимистическое, шутливое, а цвета — яркие. Самые популярные картины — «Поросёнок», «Куриный двор», «Мальчик, сидящий на буйволе, играет на флейте», которые представляют пожелание процветания, счастья и удачи в новом году. Рядом с иллюстрацией находится несколько китайских иероглифов, которые описывают содержание картины. Существуют наборы гравюр, к примеру, «Виньхоа (Vinh hoa, 荣花, слава) и Фукуи (Phú quý, 富貴, богатство)».
Помимо этого донгхо используются и для выражения забот и текущих событий: перед Первой мировой войной был создан набор из четырёх гравюр, названный «Прогресс цивилизации» (Văn minh tiến bộ, ван минь тьен бо); на них сатирически изображены вьетнамцы, ведущие себя подобно французам. Некоторые донгхо получили известность за необычные сюжеты, к примеру, «Мышиная свадьба» (Đám cưới chuột, дам кыой тюот), на которой изображена мышиная свадебная процессия, все участники которой трясутся от страха перед наблюдающим за ними котом. Вьетнамская рок-группа Гаттандэй (Gạt Tàn Đầy) написала по сюжету этой гравюры одноимённую песню. Этот же сюжет использовался в выступлении собачьего цирка.

## Создание
Для окрашивания бумаги используются натуральные цвета: для чёрного красителя используется зола бамбуковых листьев, для зелёного — листья кайюпута, голубой получается из ярь-медянки, оранжевый — из скипидара, красный из гравия, жёлтый из семян аниса, а белый — из толчёной яичной скорлупы.
Донгхо изготавливаются только в одноимённой деревне на берегу реки Дуонг в провинции Бакнинь, в 35 км от Ханоя. Мастера часто самостоятельно делают бумагу и красители.
Благодаря добавлению в бумагу «дьеп» молотых перламутровых раковин и клейкого риса, она переливается на свету, кроме того они добавляют ей крепости. Красители стойки, и донгхо долго не выцветает.
Последний этап создания донгхо — печать с досок. На доску наносят краситель, а затем прижимают к листу бумаги как штамп. Затем процесс повторяют с другой доской и другим красителем, пока рисунок не будет готов. Оконченную гравюру покрывают слоем рисовой пасты «хонэп» (hồ nếp, «рисовый клей»), чтобы сделать её прочнее, а затем сушат на солнце. В прошлом для подготовки к празднованию Тета мастера начинали готовить донгхо за шесть—семь месяцев.

## История

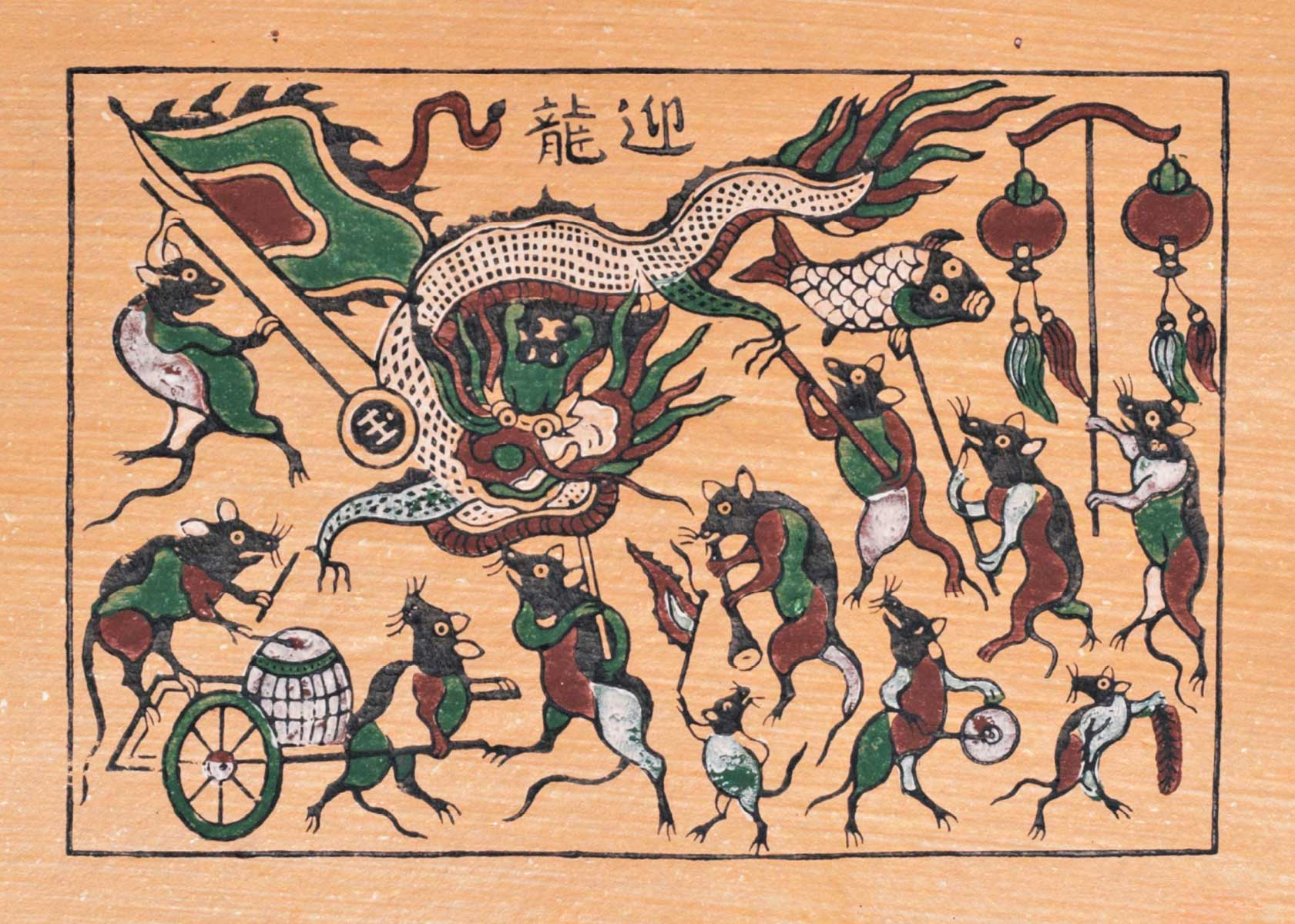
Мышиная свадьба с драконом

Жители деревни считают, что донгхо начали делать в XII веке, в правление династии Ли, однако научный консенсус по этому вопросу заключается в том, что донгхо изготавливают с XVII века, а именно с правления Ле Кинь Тонга (1600—1619). В династический период деревня Донгхо была одним из немногих мест, где создавались народные картины.
Из-за специализации деревни почти все её жители были задействованы в производстве гравюр, начиная вырезанием печатных досок и заканчивая созданием новых сюжетов.
Яркие донгхо оживляли дом и считались хорошим знаком на Новый год, благодаря чему получили названия «Рисунок для Тета» (tranh Tết, чань тэт) или «Весенние рисунки» (tranh Xuân, чань суан). До 1945 года более 150 семей в деревне Донгхо делало гравюры. Однако в современных условиях основными покупателями донгхо стали туристы, и жители Донгхо больше не могут себя обеспечивать только за счёт гравюр. Кроме того, донгхо страдают из-за подделок, выпускаемых в массовом порядке. В результате в деревне осталось лишь несколько семей, производящих донгхо, остальные переключились на создание ритуальных денег и бумажных амулетов.
Предпринимаются разнообразные попытки сохранить искусство создания донгхо. В 2008 году Нгуен Данг Те (Nguyễn Đăng Chế), один из немногих оставшихся мастеров деревни, создал «Центр гравюр донгхо». Некоторые художники пробуют использовать техники донгхо в современном искусстве. Министерство почты и телекоммуникаций выпустило в 2007 году набор памятных марок с донгхо.

## Изображения

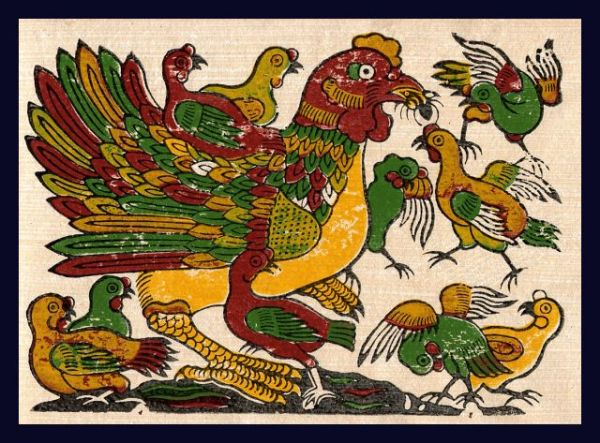
Куриный двор — пожелание удачи
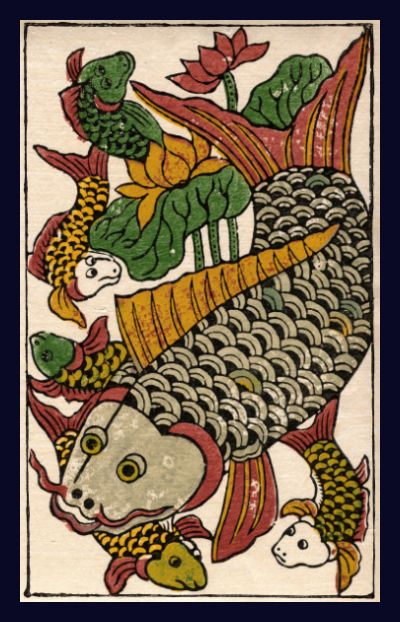
Карп — пожелание удачи
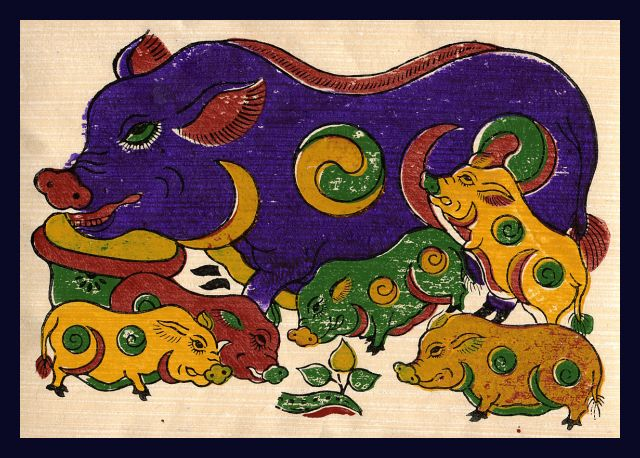
«Инь и ян» на поросятах — пожелание удачи
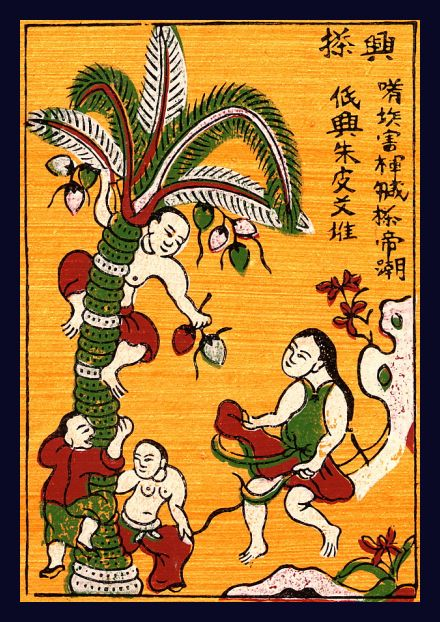
Сбор кокосов
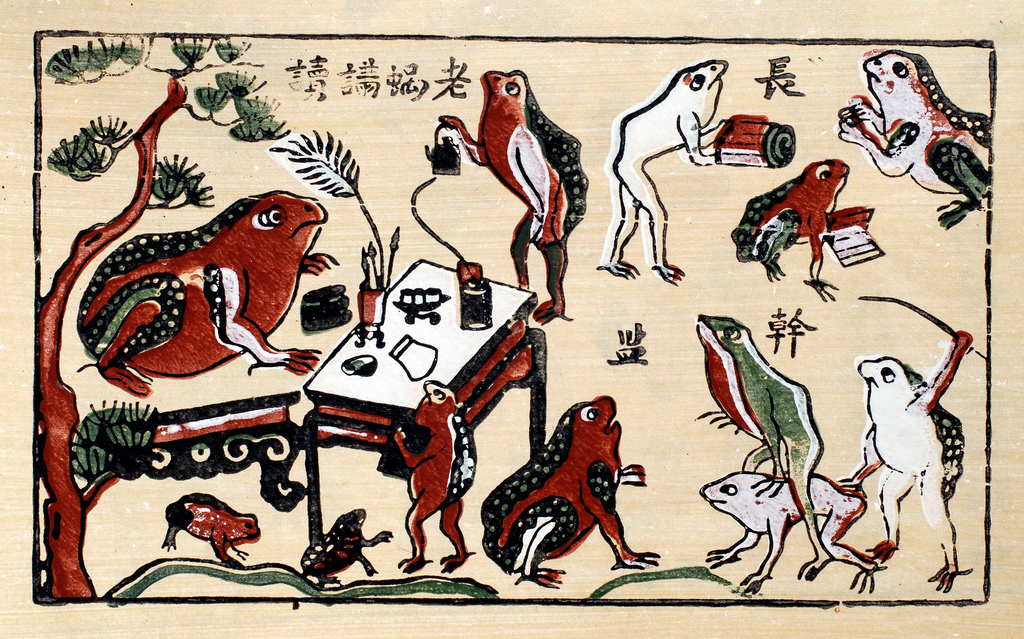
Жабья школа
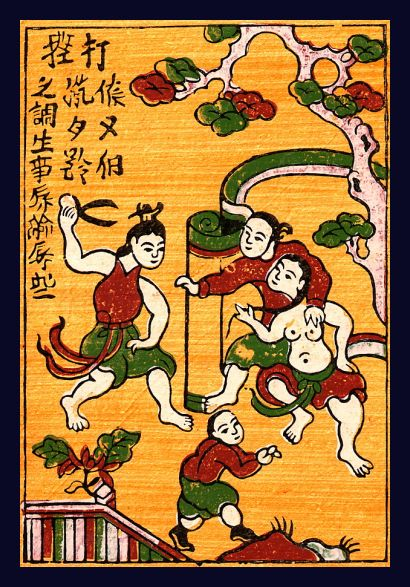
Ревнивая жена
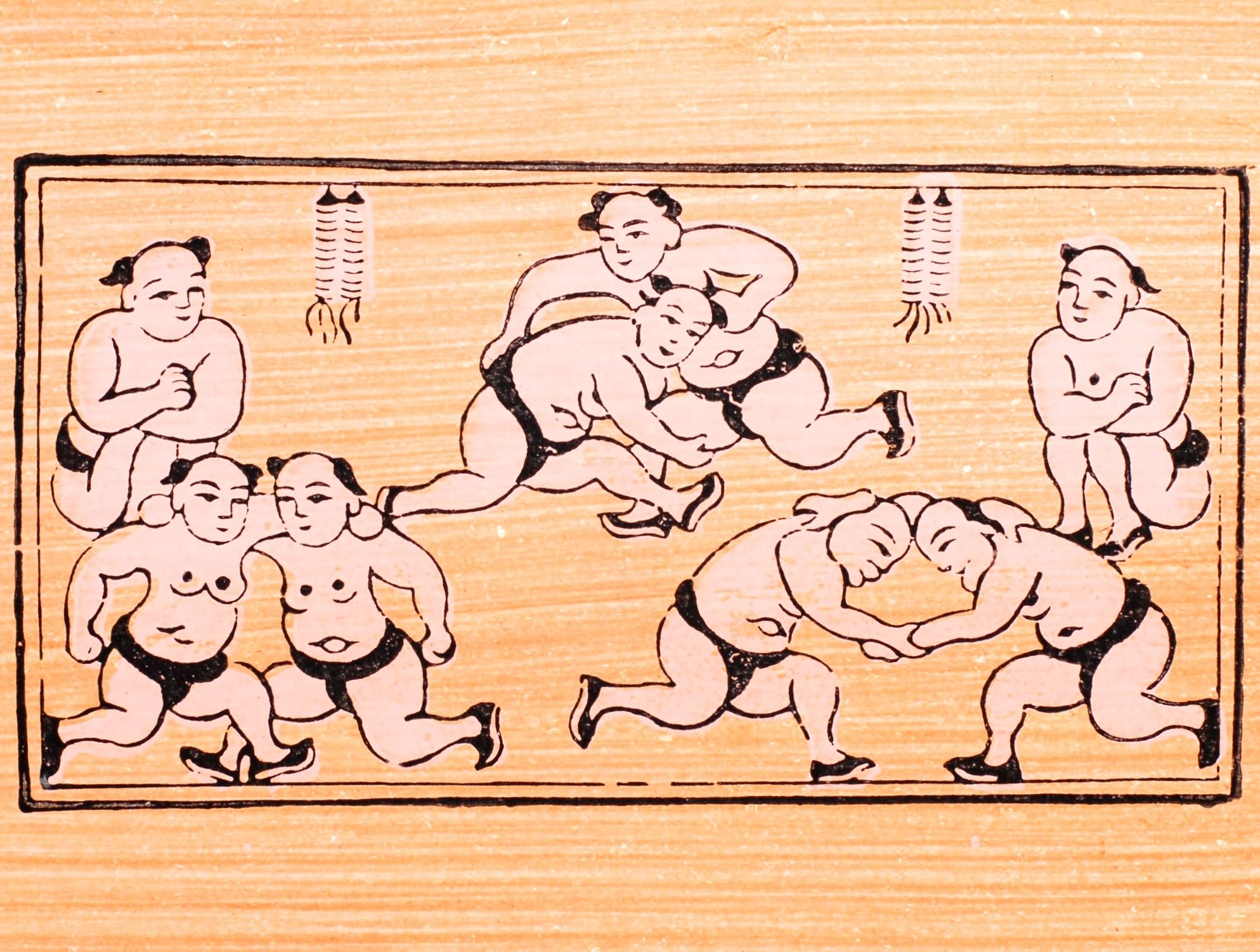
Борьба